# 南方鿳
南方鿳（学名：Kyphosus bigibbus），又稱南方舵魚、雙峰舵魚，俗名白毛，為輻鰭魚綱日鱸目鿳科鿳屬的其中一種，傳統上屬於鱸形目。

## 分布
本魚分布於印度太平洋區，包括東非、馬達加斯加、模里西斯、塞席爾群島、馬爾地夫、紅海、阿曼灣、阿拉伯海、斯里蘭卡、印度、孟加拉灣、安達曼海、泰國、緬甸、馬來西亞、菲律賓、印尼、琉球群島、台灣、中國沿海、新幾內亞、馬里亞納群島、帛琉、密克羅尼西亞、馬紹爾群島、諾魯、斐濟群島、吐瓦魯、東加、萬納杜、吉里巴斯、薩摩亞、澳洲、所羅門群島、新喀里多尼亞、夏威夷群島、庫克群島、紐西蘭、紐埃、法屬波里尼西亞等海域。

## 深度
水深1至30公尺。

## 特徵
本魚體呈青褐色，背部顏色較深，而腹側顏色較淡。身上有許多黃色縱斑。頭部自吻及眼至前鰓蓋骨末緣各有一條黃帶。臀鰭上硬棘甚短小，尾鰭分叉，上下葉端尖。背鰭、臀鰭、尾鰭基底密被細鱗。吻端無鱗。背鰭硬棘11枚、軟條11至13枚；臀鰭硬棘2至3枚、軟條11至13枚。體長可達75公分。

## 生態
本魚棲息在溫暖海域的淺灘，多單獨活動，屬雜食性，冬天主要以藻類為食，夏、秋季則以小型無脊椎動物為食，春季為其產卵期。

## 經濟利用
為美味的食用魚，肉質細嫩，一般多煮薑絲清湯。而其腸肚洗淨後，可用烈火快炒相當可口。